# 瓜科特克蒂
瓜科特克蒂（西班牙語：Guacotecti），是薩爾瓦多的城鎮，位於該國東北部，由卡瓦尼亞斯省負責管轄，面積21.01平方公里，海拔高度630米，2013年人口3,049，人口密度每平方公里145.12人。
13°52′N 88°39′W / 13.867°N 88.650°W